# Григорий XVI
Григорий XVI (лат. Gregorius PP. XVI, в миру Бартоломео Альберто Капеллари итал. Bartolomeo Alberto Cappellari; 18 сентября 1765[…], Беллуно, Венецианская республика — 1 июня 1846, Рим) — папа римский с 2 февраля 1831 года по 1 июня 1846 года.

## Ранние годы
Каппеллари родился 18 сентября 1765 года в Беллуно и был сыном юриста. В возрасте 18 лет вступил в отшельнический орден камальдулов. В 1799 году он опубликовал сочинение против итальянских янсенистов под названием «Триумф Святого Престола», которое было несколько раз переиздано в Италии и ряде европейских стран. В 1800 году Каппеллари стал членом Академии католической религии, основанной Пием VII. В 1805 году был аббатом монастыря Святого Григория на Целии в Риме.
Когда французский император Наполеон I взял Рим и изгнал папу Пия VII в 1809 году, Каппеллари бежал в Мурано. Оттуда он и группа монахов переехали в Падую в 1814 году после окончательного поражения Наполеона. После восстановления суверенитета Папского государства Каппеллари был вызван в Рим, чтобы занять пост генерального викария ордена камальдулов. Затем он выполнял функции советника инквизиции и префекта Священной Конгрегации пропаганды веры, которая организовывала всю миссионерскую работу за пределами Испанской империи, в том числе в некатолических государствах Европы.

## Кардинал
21 марта 1825 года Каппеллари получил кардинальскую шапку. Он вёл переговоры о мире от имени армян-католиков с Османской империей, публично осудил польских революционеров, которые, как он заявлял, стремились подорвать усилия русского царя Николая I по поддержке католических роялистов во Франции. Защищал монархический строй как идеальную модель управления, обеспечивающую церкви господство над всем человечеством.

## Избрание

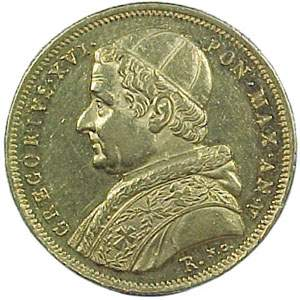
Профиль Григория XVI на монете

2 февраля 1831 года после пятидесяти дней конклава Каппеллари неожиданно был выбран преемником Пия VIII. Его избрание предопределил тот факт, что главный папабиль, Джакомо Джустиниани, был отвергнут королём Испании Фердинандом VII, а ещё два кандидата, Эммануэле де Грегорио и Бартоломео Пакка, не поладили между собой. Для выхода из тупиковой ситуации кардиналы обратились к кандидатуре Каппеллари, и на голосовании он получил 83 голоса в свою пользу.
Во время выборов кардинал Каппеллари ещё не был епископом — это последний на сегодня подобный случай в истории. Он был посвящён епископом Бартоломео Паккой, кардиналом-епископом Остии и Веллетри и деканом Священной Коллегии кардиналов.
Выбор Каппеллари имени «Григорий» было предопределено тем, что он был настоятелем монастыря святого Григория в течение более чем двадцати лет — того самого аббатства, из которого папа Григорий I отправил миссионеров в Англию в 596 году.

## Папство

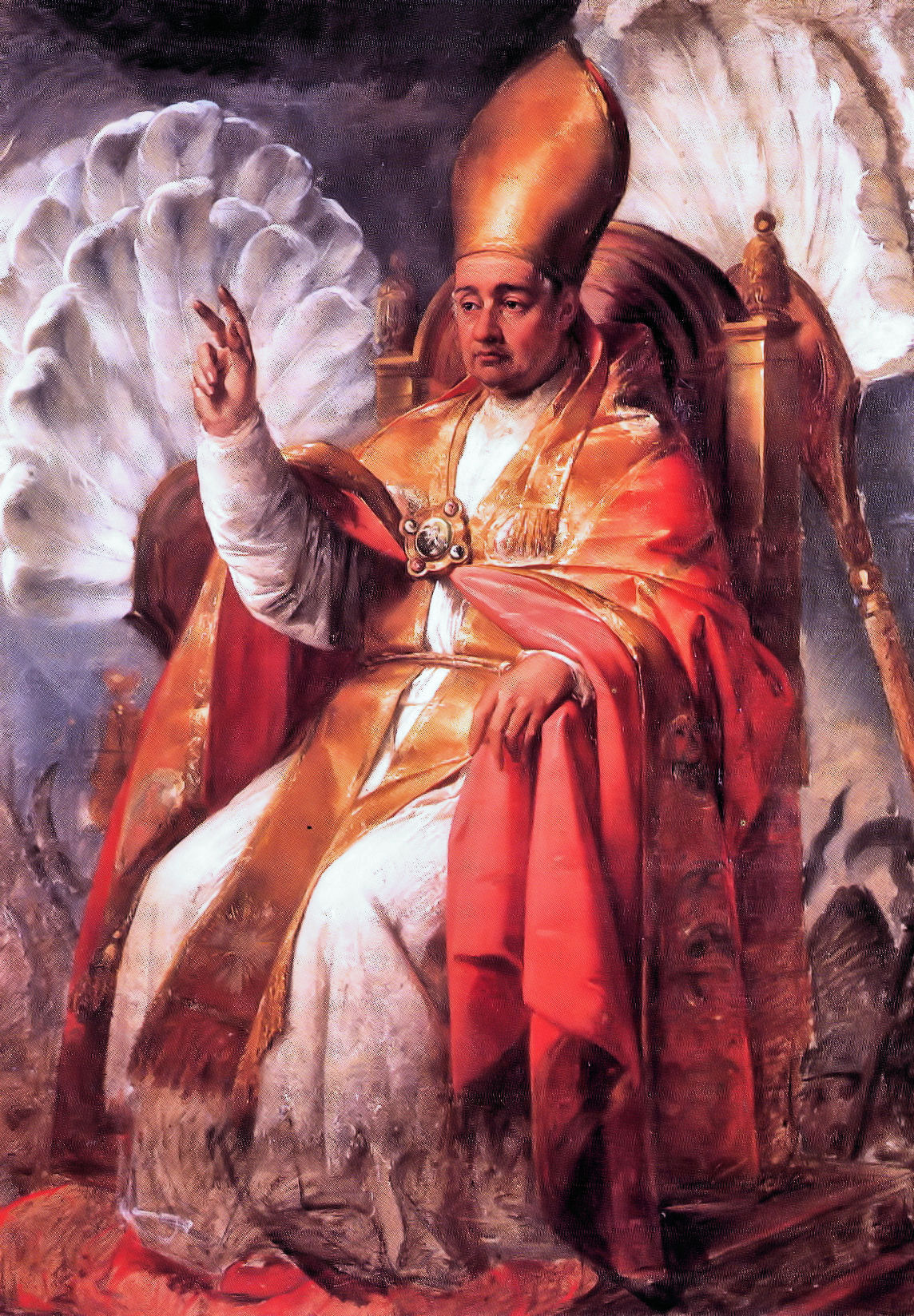
Папа Григорий XVI

Григорий XVI вступил на папский трон в момент, когда возникли революционные движения, стремившиеся свергнуть «старый порядок», на страже которого стали правительства европейских монархий. Революция докатилась и до Папской области, но была подавлена в течение 10 дней при помощи австрийских войск. Через год после их ухода французские войска окружили район Анконы. Было очевидно, что папское государство не может обойтись без помощи извне — драконовские методы папской полиции не помогли. Итальянское национально-революционное движение под руководством Джузеппе Мадзини (1805—1872) нарастало.
15 августа 1832 года Григорий XVI опубликовал энциклику Mirari vos, в которой осудил доктрину либерализма, пропагандировавшуюся тогда во Франции выдающимся католическим философом священником Фелисите Ламенне. В 1834 году в «Индекс запрещённых книг» была внесена брошюра этого автора под названием Parole d’un croyant («Слово верующего»). Идеологическая позиция Григория XVI вызывала всеобщий протест в католических кругах тогдашней Европы.

## Смерть
20 мая 1846 года папа почувствовал недомогание. Через несколько дней он заболел лицевой рожей. Сначала казалось, что угрозы жизни понтифику нет, но 31 мая его состояние резко ухудшилось, и 1 июня он умер. По другим данным, он умер от рака. Папа был похоронен в базилике Святого Петра.